# Saison 2 de Galavant
Chronologie
Saison 1
Cet article présente le guide des épisodes de la deuxième saison de la série télévisée américaine Galavant.

## Généralités
- Aux États-Unis, la saison est diffusée depuis le 3 janvier 2016, à raison de deux épisodes par soirée durant cinq semaines[1].

## Distribution

### Acteurs principaux
- Joshua Sasse : Galavant
- Timothy Omundson : le roi Richard
- Vinnie Jones : Gareth, le conseiller du roi
- Mallory Jansen : Madalena
- Karen David : la princesse Isabella Lucia Maria Elizabetta de Valence
- Luke Youngblood : Sid, l'écuyer de Galavant (sauf épisode 9)

### Acteurs récurrents et invités
- Ben Presley : Steve Mackenzie, le bouffon du roi et le narrateur
- Darren Evans : Vincenzo, le chef cuisinier
- Stanley Townsend (en) : le roi de Valence
- Genevieve Allenbury : la reine de Valence
- Sophie McShera : Gwynne, la servante amoureuse du chef cuisinier
- John Stamos : Jean Hamm[2]
- Kemaal Deen-Ellis : Prince Harry
- Kylie Minogue : La reine de la forêt enchantée
- Clare Foster : Roberta Steinglass
- Robert Lindsay : Chester Wormwood
- Muzz Khan : Barry, l'assistant de Wormwood

## Épisodes

### Épisode 1: Titre français inconnu (A New Season aka Suck It Cancellation Bear)
- États-Unis : 3 janvier 2016 sur ABC[3]

- États-Unis : 3,20 millions de téléspectateurs[4] (première diffusion)

- Ben Presley (le bouffon)
- Darren Evans (Chef)
- Stanley Townsend (en) (le roi de Valencia)
- Genevieve Allenbury (la reine de Valencia)
- John Stamos (Jean Hamm)
- Hugh Bonneville (le roi des pirates)
- Sophie McShera (Gwynne)
- Simon Williams (Oncle Keith)
- Kemaal Deen-Ellis (Prince Harry)
- Daniel Hoffman-Gill (Pirate Jack)
- Kylie Minogue (la Reine du bar)
- Adam Loxley (Pirate Sam)
- Jonny Emmett (un garde de Valencia)
- Paul Casar (le patron du bar la Forêt Enchantée)
- Simon Meacock (Pete le fermier)
- Brendon Berg (l'autre fermier)
- Ewen Macintosh (Bear)
- Martin Collins (Pirate Carl)

### Épisode 2: Titre français inconnu (World's Best Kiss)
- États-Unis : 3 janvier 2016 sur ABC

- États-Unis : 3,20 millions de téléspectateurs[4] (première diffusion)

- Ben Presley (le bouffon)
- Darren Evans (Chef)
- Simon Callow (Edwin le Magnifique)
- Kemaal Deen-Ellis (Prince Harry)
- Sophie McShera (Gwynne)
- Andrew Buckley (le propriétaire de la licorne)

### Épisode 3: Titre français inconnu (Aw, Hell, the King)
- États-Unis : 10 janvier 2016 sur ABC

- États-Unis : 2,41 millions de téléspectateurs[5] (première diffusion)

- Genevieve Allenbury (la reine de Valencia)
- Ben Presley (le bouffon)
- Stanley Townsend (en) (le roi de Valencia)
- Clare Foster (Roberta)
- Muzz Khan (Barry)
- Robert Lindsay (Wormwood)
- Matt Lucas (John le paysan)
- Chris Bearne (vieux Edward)
- Elaine Caulfield (une paysanne)
- Stuart Ramsay (le boulanger)
- Phil Zimmerman (un mendiant)

### Épisode 4: Titre français inconnu (Bewitched, Bothered, and Belittled)
- États-Unis : 10 janvier 2016 sur ABC

- États-Unis : 2,41 millions de téléspectateurs[5] (première diffusion)

- Darren Evans (Chef)
- Ben Presley (le bouffon)
- Kemaal Deen-Ellis (Prince Harry)
- Clare Foster (Roberta)
- Sophie McShera (Gwynne)
- Robert Lindsay (Wormwood)
- Arybella Eddy (Catherine Falconberry jeune)
- Darren Jelley (le chef des mercenaires)
- Sarah Hadland (Catherine)
- Daniel Lander (le serveur)
- Sally Phillips (Ivana)
- Oliver Powell (Maitre d'hôtel)
- James Bowman (la servante de la reine)

### Épisode 5: Titre français inconnu (Giants vs. Dwarves)
- États-Unis : 17 janvier 2016 sur ABC

- États-Unis : 2,32 millions de téléspectateurs[6] (première diffusion)

- Genevieve Allenbury (la reine de Valencia)
- Stanley Townsend (en) (le roi de Valencia)
- Clare Foster (Roberta)
- Nick Frost (Andre)
- Muzz Khan (Barry)
- Robert Lindsay (Wormwood)
- Sheridan Smith (Princesse Jubilee)
- Owen Brazendale (Titan)
- Stewart James (le nain Scott)
- Chris Patrick-Simpson (Tim)
- James Rockey (un garde de Jubilee)
- Will Teller (le géant Jeremy)

### Épisode 6: Titre français inconnu (About Last Knight)
- États-Unis : 17 janvier 2016 sur ABC

- États-Unis : 2,32 millions de téléspectateurs[6] (première diffusion)

- Genevieve Allenbury (la reine de Valencia)
- Stanley Townsend (en) (le roi de Valencia)
- Kemaal Deen-Ellis (Prince Harry)
- Clare Foster (Roberta)
- Muzz Khan (Barry)
- Robert Lindsay (Wormwood)
- Greg Wise (Arnold Galavant)
- Saikat Ahamed (un paysan de Valencia)
- Neal Barry (un vendeur)
- Samuel Burton (Serf)
- Marc Danbury (le patron de bar)
- Earth-G (un prêtre de Hortensia)
- Jason Rochefort (l'homme effrayant)
- Aaron Turner (un paysan de Valencia)
- Joanna Wake (une vieille dame)

### Épisode 7: Titre français inconnu (Love and Death)
- États-Unis : 24 janvier 2016 sur ABC

- États-Unis : 2,1 millions de téléspectateurs[7] (première diffusion)

- Ben Presley (le bouffon)
- Stanley Townsend (en) (le roi de Valencia)
- Kemaal Deen-Ellis (Prince Harry)
- Clare Foster (Roberta)
- Muzz Khan (Barry)
- Robert Lindsay (Wormwood)
- Eddie Marsan (la Mort)
- Reece Shearsmith (Neo)

### Épisode 8: Titre français inconnu (Do the D'DEW)
- États-Unis : 24 janvier 2016 sur ABC

- États-Unis : 2,1 millions de téléspectateurs[7] (première diffusion)

- Ben Presley (le bouffon)
- Clare Foster (Roberta)
- Muzz Khan (Barry)
- Robert Lindsay (Wormwood)

### Épisode 9: Titre français inconnu (Battle of the Three Armies)
- États-Unis : 31 janvier 2016 sur ABC

- États-Unis : 2,15 millions de téléspectateurs[8] (première diffusion)

- Genevieve Allenbury (la reine de Valencia)
- Darren Evans (Chef)
- Ben Presley (Jester)
- Stanley Townsend (en) (le roi de Valencia)
- Robert Lindsay (Wormwood)
- Sophie McShera (Gwynne)

### Épisode 10: Titre français inconnu (The One True King (To Unite Them All))
- États-Unis : 31 janvier 2016 sur ABC

- États-Unis : 2,15 millions de téléspectateurs[8] (première diffusion)

- Genevieve Allenbury (la reine de Valencia)
- Darren Evans (Chef)
- Ben Presley (le bouffon)
- Stanley Townsend (en) (le roi de Valencia)
- Clare Foster (Roberta)
- Muzz Khan (Barry)
- Robert Lindsay (Wormwood)
- Sophie McShera (Gwynne)
- Weird Al Yankovic (le moine)
- David Newman (Footman)
- Alfie Simmons (Richard enfant)
- Sonnyboy Skelton (Gareth enfant)
- Jacob William (Steward)

Madalena et Wormwood ont pris le contrôle des morts de la bataille, forçant les derniers vivants à se retrancher derrière les murs du palais de Hortensia. Madalena leur offre une dernière chance de se rendre, alors que Wormwood tente de continuer le massacre. Soudain, une chance se profile quand Sid arrive avec une armée formée de tout ce que Galavant a croisé dans son périple et que la série a pu se permettre. Galavant, Gareth et Sid attaquent donc les morts-vivants pendant qu'Isabella et Madalena règlent leurs comptes. Richard défie Wormwood avec l'épée du Roi qui les unira tous et parvient à tuer le sorcier.